# RWS Water, Verkeer en Leefomgeving
RWS Water, Verkeer en Leefomgeving (RWS WVL) is sinds 2 april 2013 een landelijke dienst van de Rijkswaterstaat. Deze dienst fungeert als  kennisloket op het gebied van water, verkeer, infrastructuur en leefomgeving voor burgers en bedrijfsleven. Hij bestaat voor een groot deel uit medewerkers en taken die daarvoor bij de Dienst Verkeer en Scheepvaart (DVS) en de Waterdienst (WD) waren belegd. 
Bij DVS zijn sinds 1 januari 2013 ook de programma’s van Agentschap NL ondergebracht die zijn gericht op invoering van nieuw beleid en regelgeving op het gebied van milieu en leefomgeving. Rijkswaterstaat WVL gaat hiermee ook programma's uitvoeren voor andere opdrachtgevers dan het Ministerie van Infrastructuur en Milieu, zoals decentrale overheden en andere ministeries.
De dienst RWS WVL ontwikkelt voor de gehele Rijkswaterstaat de visie op zijn netwerken en de leefomgeving. Daarmee wordt aangegeven hoe de drie netwerken van Rijkswaterstaat (hoofdwegennet, hoofdvaarwegennet en hoofdwatersysteem) zich moeten ontwikkelen, welke kwaliteit er aan de gebruikers wordt geleverd en welke zorg aan de leefomgeving moet worden besteed. 
WVL is tevens verantwoordelijk voor het overzicht van de kennisbehoefte bij Rijkswaterstaat nu en in de toekomst. Daarom is bij WVL de taak neergelegd om voor geheel Rijkswaterstaat de inkoop van kennis te organiseren. De dienst is daarmee voor de kenniswereld – universiteiten, kennis- en onderzoeksinstituten, koepelorganisaties binnen de kenniswereld e.d. –  het eerste aanspreekpunt  en opdrachtgever namens Rijkswaterstaat.